# 新規矩男
新 規矩男（あたらし きくお、1907年7月30日 - 1977年9月17日）は、日本の西洋美術史家。

## 年譜
1907年（明治40年）三重県名賀郡生まれ。三重県立上野中学校から広島陸軍幼年学校卒、陸軍士官学校中退、1929年（昭和4年）第一高等学校卒業、1932年（昭和7年）東京帝国大学文学部美学美術史学科卒業、東京美術学校講師。1934年（昭和9年）ニューヨーク市メトロポリタン美術館東洋部助手。1937年（昭和12年）ヨーロッパ諸国を歴遊して帰国、東京美術学校に復帰、1938年（昭和13年）講師嘱託、1946年東京美術学校教授、1952年（昭和27年）東京芸術大学美術学部教授。
1956年、東京大学イラク・イラン遺跡調査団（団長：江上波夫）に加わる。
1959年-1962年、1972年-1975年附属図書館長、1965年-1967年美術学部長、1975年定年退官、名誉教授。1969-1975年美術史学会代表委員。1970年遠山記念館付属美術館館長（非常勤）、1975年常勤館長。没後、勲二等に叙せられ、フランス政府から勲章を贈られた。

## 著書
- 『英国芸術史』研究社 1941年

### 共編著
- 『西洋建築・西洋工芸』今井兼次共編 美術カード 美術出版社 1954年
- 『古代世界』解説　原色版美術ライブラリー みすず書房 1956年
- 『世界考古学大系 第13巻　ヨーロッパ・アフリカ 第2(エジプト・エーゲ) 』村田数之亮共編　平凡社 1960年
- 『世界美術大系 第2巻 エジプト美術』編　講談社 1961年
- 『玉川百科大辞典 第18 西洋美術』共編 誠文堂新光社 1961年
- 『世界美術全集 第21巻 オリエント 第2(エジプト) 』編 角川書店 1965年
- 『世界の文化 第1 エジプト』三上次男共編 河出書房新社 1966年
- 『世界の美術館 第5 カイロ美術館』編 講談社 1968年
- 『世界の美術館 第10 メトロポリタン美術館』編 講談社 1969年
- 『ファブリ世界名画集 25 ギュスターヴ・クールベ』解説 平凡社 1970年
- 『ファブリ世界名画集 2　ピエロ・デラ・フランチェスカ』解説 平凡社 1971年
- 『ペルシアの至宝』写真:並河万里（解説）毎日新聞社 1972年
- 『大系世界の美術 4 古代地中海美術』責任編集　学習研究社 1973年
- 『大系世界の美術 2 古代西アジア美術』責任編集　学習研究社 1979年